# 크리스 영 (뮤지컬 배우)

## 방송
- 팬텀싱어 4 (2023) JTBC - Top34
- 누가누가 잘하나 (2023) KBS2
- 쇼! 음악중심 (2023) MBC
- SBS 인기가요 (2023) SBS
- Simply Kpop (2023) Arirang TV
- 미스터트롯3 (2024) TV조선 - Top24

## 공연
- Die Lustige Witwe (2017)
- 신데렐라 (2018)
- 피터팬 (2019)
- 지저스 크라이스 슈퍼스타 (2019)
- Happy Birthday Lenny (2019)
- 오페레테 바타클랑 (2020)
- 세종문화회관 천원의 행복 15주년 특별 공연: 조수미 콘서트 (2022)
- 루드윅 : 베토벤 더 피아노 - 서울 (2022)
- 조수미 I am a KAIST 콘서트 (2022)
- 뮤지컬 디아길레프 (2024)
- 뮤지컬 베어 더 뮤지컬 (2024)

## 수상
- 세종문화회관 주최 전국 피아노 콩쿨 대회 금상
- 한국 슈베르트 콩쿨 협회 슈베르트 콩쿨 2등 수상
- Mut Authorenwettbewerb Gaertnerplatz Theater 2위 & Audience Price 수상